# كونسكوولا

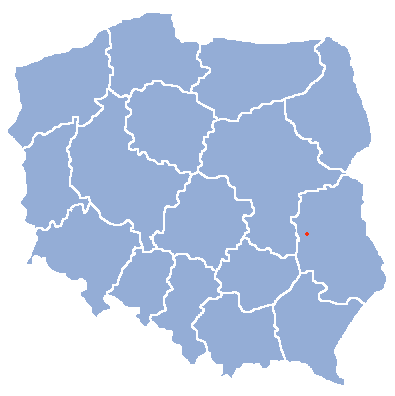
موقع البلدة

كونسكوفولا (بولندية,Końskowola) بلدة بولندية تقع جنوب شرق بولندا يبلغ عدد سكانها حوالي 2188 نسمة وفقاً لأحصاء عام 2004.

## تاريخ
يعود أول ذكر لاسم البلدة إلى عام 1442م. احتلت البلدة خلال الحرب العالمية الثانية من قبل النازيين وتم تجميع اليهود في غيتو أقيم في البلدة.

## سياحة
تضم المدينة عدداً من المواقع السياحية حيث تضم كنيسة كاثوليكية يعود بناءها للقرن السابع عشر ميلادي.